# 박영문
박영문(朴榮文, 1956년 8월 25일)은 대한민국의 방송인이다.

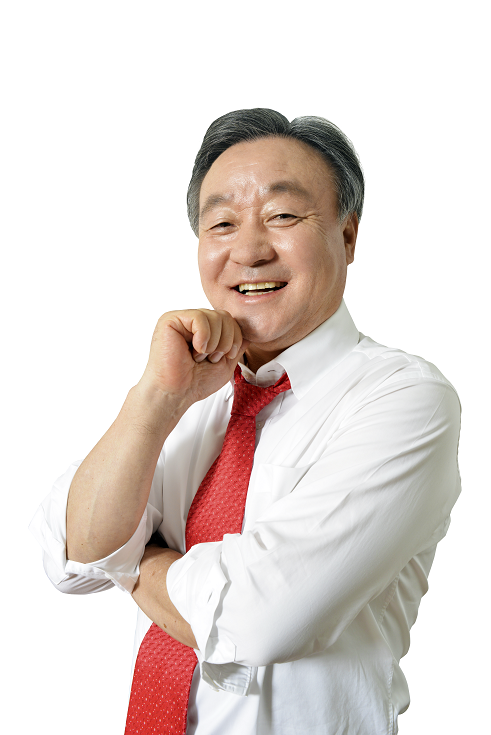
박영문 KBS 미디어 前 사장

## 생애
경상북도 상주시 함창읍 출신이다.
중동고등학교와 고려대학교를 거쳐 스포츠 기자로 KBS에 입사했다. 후에 KBS 보도본부 스포츠국장, KBS 대구방송총국 총국장, KBS N 감사 등 주요 보직을 두루거쳐 2014년 10월에 KBS 미디어 사장에 취임했으며, 2015년 11월 6일부로 퇴직했다.
이외에도 상주에 상무축구단 유치, KBS 전국육상대회, 민속장사 씨름대회, 청소년 토크콘서트 "온드림스쿨", 전국노래자랑 상주시편, 제1회 상주삼백가요제 등 여러 행사를 개최하였다.

## 경력
- 2018년 12월 ~ : 자유한국당 경북도당 상주·군위·의성·청송 당협위원장
- 2018년 2월 ~ 2018년 9월 : 자유한국당 경북도당 상주·군위·의성·청송 당협위원장
- 자유한국당 방송특보
- 자유한국당
- 2014년 10월 ~ 2015년 11월 KBS 미디어 사장
- 2014년 KBS N 감사
- 2012년 KBS 대구방송총국 총국장
- 2012년 KBS 런던올림픽 방송단장
- 2009년 KBS 보도본부 스포츠국장
- 2008년 KBS 베이징올림픽 방송단장
- 2006년 KBS 보도본부 스포츠기획사업팀장, 국장
- 2004년 KBS 아테네올림픽 방송단장
- 2002년 KBS 보도본부 스포츠취재부장
- 現 국민생활 체육회 통합 추진위원
- 前 국가올림픽위원회 홍보위원
- 前 한국장애인체육협회 이사
- 前 대한태권도협회 홍보이사
- 前 국기원 이사

## 수상
- 2012년 체육훈장 백마장
- 2005년 한국방송대상 올해의 방송인상
- 2004년 이길용체육기자상